# ملوك سلالة هان الحاكمة

أسرة هان عام 195 قبل الميلاد والممالك التابعة لها

بعد أن هزم ليو بانغ شيانغ يو وأعلن نفسه إمبراطورًا لسلالة هان الحاكمة، اتبع ممارسات شيانغ يو ومنح كثيرا من الجنرالات والنبلاء والأقارب الإمبراطوريين ملوكًا، وهو نفس اللقب الذي يحمله ملوك أسرتي شانغ وتشو وحكام الدول المتحاربة. وكان لكل ملك مملكته الخاصة التي تتمتع بحكم شبه ذاتي. وكان هذا يعتبر خروجًا عن سياسة سلالة تشين الحاكمة، التي قسمت الصين إلى قيادات يحكمها حكام غير وراثيين.
تم تقسيم الملوك إلى مجموعتين: "ملوك بألقاب مختلفة"، و"ملوك يحملون نفس اللقب"، أي اللقب الإمبراطوري ليو. كان ييشينغ وانغ يمثل تهديدًا واضحًا لإمبراطورية هان، وقام ليو بانغ وخلفاؤه بقمعهم بأسرع ما يمكن: لقد اختفوا بحلول عام 157 قبل الميلاد. تُركت قبيلة تونغكسينغ لوحدها، ولكن بعد تمرد الولايات السبع عام 154 قبل الميلاد، تم تقليص استقلالهم، وفقدوا معظم استقلاليتهم. لهذا السبب، يُترجم اللقب أيضًا إلى "أمير" عند الإشارة إلى ملوك الأسرة اللاحقين، ليعكس ارتباطهم بالبيت الحاكم والطبيعة الأثرية للممالك التابعة السابقة.

## ممالك ييشينغ
كان الملوك من السلالات الأخرى في الغالب من بقايا التمرد ضد أسرة تشين. بعد انتفاضة دازيجيانغ، قام العديد من النبلاء بالتمرد. أطلق الورثة والمدعيون وأمراء الحرب على أنفسهم اسم "ملوك" وطالبوا بالسيادة باعتبارها استمرارًا للدول الست التي قمعها تشين سابقًا. ومن بين هؤلاء، كان تشو هو الأقوى. إلا أنه تم اغتيال حاكمها الشرعي هواي الثاني بأمر من أمير الحرب شيانغ يو، وثارت الممالك الـ18 التي شكلها شيانغ في التمرد ضده. ليو بانغ ، ملك هان ، هزم تشو في النهاية وأسس سلالة هان الجديدة. وقد تم السماح للملوك الذين ساندوه بالاحتفاظ بألقابهم وأراضيهم. وشُكل عدد قليل من الممالك الأخرى على يد ليو بانغ للجنرالات والمقربين.
على الرغم من أنهم كانوا رمزيا تحت حكم هان، إلا أن هؤلاء الملوك كانوا مستقلين بحكم الأمر الواقع، وكان لديهم سلطة كبيرة داخل أراضيهم، والتي تمتد إلى عدة محافظات. وبما أن هذه الممالك أثبتت أنها جامحة، فقد أخضعها ليو بانغ تدريجيًا من خلال المؤامرات والحروب والمناورات السياسية. وهكذا عُزل العديد منهم وضُمّت ممالكهم إلى هان. وبينما كان يحتضر، أمر الإمبراطور وزرائه أن يتعهدوا بأن أعضاء عائلة ليو الملكية فقط هم الذين سيتم إنشاءهم كملوك من الآن فصاعدًا. انتهكت أرملته الإمبراطورة الأرملة لو هذا التعهد، حيث أسست عدة ممالك مع أقاربها كملوك. وقد تم تدميرهم بعد وفاتها. وكان آخر ملوك هان الغربية هو وو تشو، الملك جينغ ملك تشانغشا، الذي توفي بدون وريث عام 157 قبل الميلاد. بعد ذلك، لم يكن هناك ملوك خارج العشيرة الملكية فيما بعد حتى سقوط دولة هان.

### الممالك الأصلية
- يان - زانغ تو (تمرد في عام 202 ق.م. لكنه هُزِم وحل محله لو وان، وهو جنرال هان، الذي خطط أيضًا للتمرد وحل محله ليو جيان، ابن قاوزو) في عام 195 ق.م.
- تشو - هان شين (تمت إزالته عام 201 قبل الميلاد وحل محله ليو جياو ، شقيق غاوزو)
- تشاو - تشانغ آو (تم تخفيض رتبته إلى مركيز عام 199 قبل الميلاد وحل محله ليو روي، ابن قاوزو)
- هواينان – ينغ بو (تمرد عام 197 قبل الميلاد لكنه هُزم وحل محله ليو تشانغ، ابن قاوزو)

### أنشأها ليو بانغ
- تشانغشا
- داي
- ليانغ

### أنشأتها الإمبراطورة الأرملة لو
- لو
- هوايانغ
- تشانغشان
- لو

## ممالك تونغكسينغ
"الملوك الذين يحملون نفس اللقب" كانوا أعضاء في بيت ليو، سواء أبناء أو إخوة أو أحفاد أباطرة هان. شعر أباطرة الهان في البداية أن إنشاء هذه الممالك من شأنه أن يقوي الأسرة، خاصة ضد الملوك الآخرين. إلا أن هؤلاء الأمراء أصبحوا أكثر خطورة، حيث أصبحوا مؤهلين لتولي الملك.
قام هؤلاء الأمراء الأقوياء بمحاولات تمرد عديدة في عهد الإمبراطورَين جينغ و وو . بعد تمرد الأمراء السبعة، قام الإمبراطور وو بإصلاح الإمارات وتقليصها إلى محافظات واحدة، ومنح السلطة العليا لرؤساء الوزراء المعينين من قبل الحكومة المركزية. وعلى الرغم من هذا، استمرت المؤسسة حتى نهاية الأسرة الحاكمة.

### أنشأها ليو بانغ
- أمير تشو
- أمير داي ( ليو تشونغ ، ليو روي ، وليو هنغ )
- أمير تشي
- أمير جينغ
- أمير هواينان
- أمير تشاو
- أمير يان
- أمير وو

### أنشأها الإمبراطور ون
- أمير ليانغ
- أمير تشينجيانغ
- أمير جيبي
- أمير زيتشوان
- أمير جينان
- أمير جياودونغ
- أمير جياوكسي
- أمير هنغشان
- أمير لوجيانغ
- أمير هيجيان

### أنشأها الإمبراطور جينغ
- أمير لينجيانغ
- أمير جيانغدو
- أمير تشانغشا
- أمير تشونغشان
- أمير قوانغتشوان
- أمير تشينغهي
- أمير تشانغشان
- أمير جيشوان
- أمير جيدونغ
- أمير شانيانغ
- أمير جيين

### أنشأها الإمبراطور وو
- أمير قوانغلينغ
- أمير تشانغي
- أمير لوان
- أمير زينج
- أمير سيشوي
- أمير بينجان

### أنشأها الإمبراطور شوان
- أمير هوايانغ
- أمير دونغبينغ
- أمير جاومي

### أنشأها الإمبراطور يوان
- أمير دينغتاو

### أنشأها الإمبراطور تشنغ
- أمير قوانغد

### أنشأها الإمبراطور عاي
- أمير قوانغبينغ

### أنشأها الإمبراطور بينغ
- أمير قوانغشي
- أمير قوانغتشو

## ولي العهد
كان ولي العهد في أسرة هان هو الوريث الواضح للعرش. كان ولي العهد عادة هو الابن الأكبر للإمبراطور والإمبراطورة. تقع سلطة ترشيح ولي العهد على الملك، على الرغم من أنه كان على الإمبراطور عمومًا الحصول موافقة كبار وزرائه. لن يُمنح ولي العهد إمارة، بل يعيش مع الإمبراطور في العاصمة. عندما يصبح الأمير وريثًا واضحًا، تندمج إمارته مع المملكة وتنقرض. ويمكن عزل ولي العهد، حيث حدث هذا بالفعل عدة مرات في عهد أسرة هان.

### قائمة أولياء العهد
- ولي العهد ينغ، ابن الإمبراطور قاوزو من هان، فيما بعد الإمبراطور هوي
- ولي العهد تشي، ابن الإمبراطور وين هان، فيما بعد الإمبراطور جينغ
- ولي العهد رونغ، ابن الإمبراطور جينغ هان، تم تخفيض رتبته لاحقًا إلى أمير لينجيانغ
- ولي العهد تشي، ابن الإمبراطور جينغ هان ، في الأصل أمير جياودونغ، لاحقًا الإمبراطور وو
- تمرد ولي العهد لي، ابن الإمبراطور وو من هان، وقتل
- ولي العهد فولينغ، ابن الإمبراطور وو هان، فيما بعد الإمبراطور تشاو
- ولي العهد شي، ابن الإمبراطور شوان هان، فيما بعد الإمبراطور يوان
- ولي العهد آو، ابن الإمبراطور يوان هان، فيما بعد الإمبراطور تشنغ
- ولي العهد شين، حفيد الإمبراطور يوان هان، في الأصل أمير دينغتاو، تبناه الإمبراطور تشينغ هان ثم الإمبراطور آي لاحقًا